# Апахіда
Апахіда (рум. Apahida) — село у повіті Клуж в Румунії. Входить до складу комуни Апахіда.
Село розташоване на відстані 319 км на північний захід від Бухареста, 12 км на схід від Клуж-Напоки.

## Населення
За даними перепису населення 2002 року у селі проживали 4582 особи.
Національний склад населення села:
| Національність | Кількість осіб | Відсоток |
| -------------- | -------------- | -------- |
| румуни         | 4121           | 89,9%    |
| цигани         | 304            | 6,6%     |
| угорці         | 152            | 3,3%     |

Рідною мовою назвали:
| Мова      | Кількість осіб | Відсоток |
| --------- | -------------- | -------- |
| румунська | 4456           | 97,3%    |
| угорська  | 124            | 2,7%     |